# Alpsee
Alp, Alpsee – jezioro o powierzchni 88 ha w południowo-wschodnich Niemczech, w Alpach Bawarsko-Tyrolskich.
Jezioro znajduje się w powiecie Ostallgäu w Bawarii, 4 km na południowy wschód od Füssen. W pobliżu znajdują się zamki Neuschwanstein i Hohenschwangau. Długość brzegów jeziora wynosi ok. 5 km, a głębokość do 62 metrów. Jezioro jest atrakcją turystyczną głównie ze względu na bliskość wspomnianych zamków i bytowanie dzikich łabędzi.